# Sveti Ivan (Višnjan)
 Sveti Ivan  (másképpen Sveti Ivan od Šterne, olaszul: San Giovanni) falu Horvátországban, Isztria megyében. Közigazgatásilag  Višnjanhoz tartozik.

## Fekvése
Az Isztria középső részén, Pazintól 14 km-re nyugatra, községközpontjától 7 km-re délkeletre, a 21-es számú főúttól 500 méterre keletre egy sziklás magaslaton fekszik. Csak néhány házból áll, melyek a Szent János templom körül helyezkednek el.

## Története
A Keresztelő Szent János templom és az azt övező temető egy a történelem előtti időben épített erődítmény és egy római kori villagazdaság épületének maradványain áll. A települést 1102-ben „Villa Cisterna” alakban említik először II. Ulrik őrgrófnak az aquileiai pátriárka részére írt adománylevelében. Valószínűleg itt már a kora középkorban is hűbéres falu és temploma állt. Birtokosaiként a Apollonio, Scampicchio és Gravisi családokat, illetve a 17. századtól a Polesini családot említik. A 16. század közepén a török elől Dalmáciából, Albániából és Montenegróból menekülő családok érkeztek ide. A 17. században a Polesini család a templomtól mintegy kétszáz méterre keletre palotaszerű villát építtetett. Plébániáját valószínűleg 1580-ban alapították és hozzá tartoztak a környező falvak és kisebb települések. A településnek 1857-ben 645, 1910-ben 62 lakosa volt. Az első világháború után a rapallói szerződés értelmében Isztria az Olasz Királysághoz került. A második világháború után Jugoszlávia része lett. Jugoszlávia felbomlása után 1991-ben a független Horvátország része lett. 2011-ben 16 lakosa volt.

## Nevezetességei
- Keresztelő Szent János tiszteletére szentelt plébániatemploma a 16. században épült. A 19. században megújították, ekkor épült 25 méter magas harangtornya is. Három oltára van. Legrégibb emléke egy glagolita és latin feliratos 1595-ből származó sírkőlap. A 17. századtól írt glagolitabetűs okiratait és a 18. századtól vezetett anyakönyveit a Zágrábi Állami Levéltár őrzi. A templomot fallal körülvett temető övezi.
- A Polesini család kastélyát a 17. században építették. Az épületnek monumentális homlokzata, széles feljárati lépcsősora és a földszinti bejárati részen nagy méretű, széles szalonja van. Magas fallal körülvett parkja mára lepusztult állapotban áll.

## Lakosság
| Lakosság változása | Lakosság változása | Lakosság változása | Lakosság változása | Lakosság változása | Lakosság változása | Lakosság változása | Lakosság változása | Lakosság változása | Lakosság változása | Lakosság változása | Lakosság változása | Lakosság változása | Lakosság változása | Lakosság változása | Lakosság változása |
| ------------------ | ------------------ | ------------------ | ------------------ | ------------------ | ------------------ | ------------------ | ------------------ | ------------------ | ------------------ | ------------------ | ------------------ | ------------------ | ------------------ | ------------------ | ------------------ |
| 1857               | 1869               | 1880               | 1890               | 1900               | 1910               | 1921               | 1931               | 1948               | 1953               | 1961               | 1971               | 1981               | 1991               | 2001               | 2011               |
| 645                | 711                | 53                 | 62                 | 60                 | 62                 | 1276               | 1379               | 65                 | 41                 | 34                 | 28                 | 35                 | 34                 | 38                 | 16                 |